# Масбатеньо
Масбатеньо — один из бисайских языков. Распространён главным образом в филиппинской провинции Масбате.
Наиболее близкородственные языки: хилигайнон и каписнон, распространённые на острове Панай. Масбатеньо рассматривают как бисакольский язык, так как он занимает промежуточное положение между бисайскими и бикольскими языками.

## Фонетика
В масбатеньо 16 согласных звуков: p, t, k, b, d, g, m, n, ng, s, h, w, l, r и y, 3 гласных: i, a, и u/o. Звуки о и u — аллофоны, u всегда используется в начале слога и иногда на конце, о всегда используется на конце слога.

## Примеры фраз
Как тебя зовут? — Nano/Ano an pangaran mo?
Когда твой день рождения? — San-o ka nabuhay?
Где ты живёшь? — Diin ka naga-istar?
мальчик — lalaki
девочка — babaye
кошка — Miya/Misay
собака — Ido

### Счёт от 1 до 10
1 — isad/usad
2 — duwa/duha
3 — tolo
4 — upat
5 — lima
6 — unom
7 — pito
8 — walo
9 — siyam
10 — napulo